# Radice dell'unità
In matematica, le radici {\displaystyle n}-esime dell'unità sono tutti i numeri (reali o complessi) la cui {\displaystyle n}-esima potenza è pari a {\displaystyle 1}, ovvero le soluzioni dell'equazione:
{\displaystyle x^{n}=1.}

## Le radici
Nel campo complesso {\displaystyle \mathbb {C} } per ogni intero positivo {\displaystyle n} esistono esattamente {\displaystyle n} radici {\displaystyle n}-esime dell'unità e sono nella forma
{\displaystyle r_{k}=\cos {\frac {2\pi k}{n}}+i\sin {\frac {2\pi k}{n}}=e^{2\pi ik/n}\;}

Radici terze dell'unità, disposte ai vertici di un triangolo

dove l'ultima uguaglianza viene dalla formula di Eulero, con {\displaystyle k} intero, {\displaystyle 0\leq k\leq n-1}.
Esse si dispongono nel piano complesso lungo la circonferenza unitaria, ai vertici di un poligono regolare con {\displaystyle n} lati che ha un vertice in {\displaystyle (1,0)}.
Tra queste radici le uniche reali sono r0 = 1 e, se {\displaystyle n=2k} (cioè è pari) rk = -1.
Per ogni {\displaystyle n} l'insieme delle radici {\displaystyle n}-esime dell'unità, con l'operazione data dalla moltiplicazione usuale sui complessi, forma un gruppo ciclico.
Si dicono radici primitive {\displaystyle n}-esime dell'unità tutte quelle radici che generano il gruppo delle radici {\displaystyle n}-esime dell'unità. È facile provare che le radici primitive {\displaystyle n}-esime dell'unità sono quelle radici {\displaystyle n}-esime dell'unità tali che:
{\displaystyle \forall m<n~:~r^{m}\neq 1\ \ }.
Il numero di radici primitive ennesime dell'unità è pari al numero {\displaystyle \phi (n)} di interi minori di {\displaystyle n} e coprimi con {\displaystyle n}. Qui {\displaystyle \phi } è la funzione φ di Eulero.

## Radici di un numero complesso qualsiasi
Le radici {\displaystyle n}-esime di un numero complesso {\displaystyle z} possono essere descritte in modo più agevole rappresentando il numero complesso in forma polare
{\displaystyle z=|z|e^{i\phi }=|z|\left(\cos \phi +i\sin \phi \right).}
Se {\displaystyle z} è diverso da zero, le radici {\displaystyle n}-esime di {\displaystyle z} sono effettivamente {\displaystyle n} radici distinte. Una di queste è la seguente
{\displaystyle w_{0}={\sqrt[{n}]{|z|}}e^{\frac {i\phi }{n}}.}
Infatti
{\displaystyle w_{0}^{n}=\left({\sqrt[{n}]{|z|}}e^{\frac {i\phi }{n}}\right)^{n}=|z|e^{\frac {ni\phi }{n}}=|z|e^{i\phi }.}
Più in generale, le {\displaystyle n} radici {\displaystyle w_{0},\ldots ,w_{n-1}} di {\displaystyle z} si ottengono moltiplicando {\displaystyle w_{0}} con le {\displaystyle n} radici dell'unità. Quindi
{\displaystyle w_{k}={\sqrt[{n}]{|z|}}\left(\cos \left({\frac {\phi }{n}}+{\frac {2\pi k}{n}}\right)+i\sin \left({\frac {\phi }{n}}+{\frac {2\pi k}{n}}\right)\right)}
Queste radici formano sempre i vertici di un poligono regolare di {\displaystyle n} lati centrato nell'origine. Il raggio del poligono è {\displaystyle {\sqrt[{n}]{|z|}}}.

### Esempi
Le radici quarte di un numero reale positivo {\displaystyle a} sono ottenute moltiplicando la radice quarta reale di {\displaystyle a} per le quattro radici dell'unità. Le quattro radici quarte di {\displaystyle a} sono quindi:
{\displaystyle {\sqrt[{4}]{a}},i{\sqrt[{4}]{a}},-{\sqrt[{4}]{a}},-i{\sqrt[{4}]{a}}.}
Le radici {\displaystyle n}-esime di -1 formano nel piano complesso un poligono regolare di {\displaystyle n} lati, centrato nell'origine: lo si può ottenere ruotando di {\displaystyle \pi /n} in senso antiorario il poligono formato dalle radici {\displaystyle n}-esime dell'unità. Il numero {\displaystyle -1} è vertice del poligono quando {\displaystyle n} è dispari.

## Alcune radici di 1
{\displaystyle \left\{{\sqrt[{0}]{1}}\right\}=\mathbb {C} -\left\{0\right\}}
{\displaystyle {\sqrt[{1}]{1}}=1}
{\displaystyle {\sqrt[{2}]{1}}=\pm \ 1}
{\displaystyle \left\{{\sqrt[{3}]{1}}\right\}=\left\{1;{\frac {-1+i{\sqrt {3}}}{2}};{\frac {-1-i{\sqrt {3}}}{2}}\right\}}
{\displaystyle \left\{{\sqrt[{4}]{1}}\right\}=\left\{\pm \ 1;\pm \ i\right\}}
{\displaystyle \left\{{\sqrt[{5}]{1}}\right\}=\left\{1;{\frac {u{\sqrt {5}}-1}{4}}+v{\sqrt {\frac {5+u{\sqrt {5}}}{8}}}i:u,v\in \{-1,1\}\right\}.}
{\displaystyle \left\{{\sqrt[{6}]{1}}\right\}=\left\{\pm \ 1;{\frac {\pm \ 1+i{\sqrt {3}}}{2}};{\frac {\pm \ 1-i{\sqrt {3}}}{2}}\right\}}
{\displaystyle \left\{{\sqrt[{8}]{1}}\right\}=\left\{\pm \ 1;\pm \ i;\pm \ {\frac {1+i}{\sqrt {2}}};\pm \ {\frac {1-i}{\sqrt {2}}}\right\}}